# Communauté grecque-catholique géorgienne
La communauté grecque-catholique géorgienne (également appelée communauté gréco-catholique géorgienne) est une petite communauté catholique géorgienne de rite byzantin. Elle vit pour l'essentiel à Gori, ville qui fut créée au XIIe siècle afin d'accueillir les croisés français. Elle n'est pas organisée en Église catholique orientale de droit propre (« sui iuris »). 
La majorité des catholiques géorgiens sont de rite latin. 

## Histoire du catholicisme en Géorgie

### Catholicisme de rite latin
Un évêché catholique romain a existé à Tiflis entre 1329 et 1505.  il a été recréé en 2000, couvrant la Géorgie et l'Arménie, avec une cathédrale à Tbilissi. 